# Gypsophila takhtadzhanii
Gypsophila takhtadzhanii là loài thực vật có hoa thuộc họ Cẩm chướng. Loài này được Schischk. ex Ikonn. mô tả khoa học đầu tiên năm 1979.